# PPAR-γ
Il recettore gamma attivato dai proliferatori dei perossisomi (PPAR-γ o PPARG, peroxisome proliferator-activated receptor gamma), anche conosciuto come il recettore del glitazone o NR1C3, è un recettore nucleare di secondo tipo che nella specie umana è codificato dal gene PPARG.

## Funzione
PPAR-γ regola il deposito degli acidi grassi e il metabolismo del glucosio. Molti farmaci usati nel trattamento del diabete agiscono su PPAR-γ per indurre minori livelli di glucosio nel siero senza aumentare la secrezione di insulina da parte del pancreas. I geni attivati da PPAR-γ stimolano il recupero dei lipidi e la lipogenesi nel tessuto adiposo. Topi knockout per PPAR-γ non riescono a generare tessuto adiposo nonostante vengano nutriti con una dieta ad alto regime lipidico.
Questo gene codifica per un membro della sottofamiglia dei recettori nucleari PPAR. Questi ultimi formano eterodimeri con i recettori X per i retinoidi e questi eterodimeri possono regolare la trascrizione di numerosi geni.
Tre sottotipi di PPAR sono noti: PPAR-α, PPAR-δ e PPAR-γ.
La proteina codificata dal gene PPAR-γ regola la differenziazione degli adipociti. Inoltre PPAR-γ è coinvolto nella patogenesi di numerose malattie tra cui obesità, diabete, aterosclerosi e cancro.
Tra i farmaci che agiscono sul recettore PPAR-γ ci sono i farmaci ipoglicemizzanti orali usati nella terapia del diabete mellito. Tra di essi i glitazoni (pioglitazone, rosiglitazone) sono attivi su questo recettore nucleare. Consentono, dopo 1-2 mesi di trattamento, di ridurre la dose di insulina da somministrare ai pazienti. Agiscono sul suddetto recettore inibendo la gluconeogenesi epatica, aumentando l’utilizzo di glucosio a livello muscolare e la sensibilità delle cellule per l’insulina.